# Hubert Dostal
Hubert Dostal (* 24. September 1880 in Brünn; † 10. September 1946 in Wien) war Rechtsanwalt und Abgeordneter zum österreichischen Nationalrat.

## Leben und Wirken
Nach dem Studium der Rechtswissenschaften in Wien wurde Dostal Sekretär der christlichen Eisenbahnerorganisation und Redakteur der „Österreichisch-ungarischen Eisenbahnerzeitung“. Nach seiner anschließenden Tätigkeit in der christlichsozialen Parteileitung in Südmähren von 1905 bis 1907 war er zwei Jahre lang Sekretär der christlichsozialen Vereinigung im Wiener Abgeordnetenhaus und dann bis 1911 Sekretär der Landesparteileitung in Tirol. Nach Teilnahme am Ersten Weltkrieg war er Rechtsanwaltsanwärter in Kufstein und Innsbruck und ließ sich 1920 als Rechtsanwalt in Ried im Innkreis nieder.
Vom 10. November 1920 bis 18. Mai 1927 war er christlichsoziales Mitglied des Nationalrates, wo er insbesondere im Justizausschuss aktiv in Erscheinung trat.
1927 zog er nach Wien und wirkte dort als Rechtsanwalt.
Er war seit 1904 Mitglied der katholischen Studentenverbindung KaV Norica Wien und schloss später noch der KDStV Nibelungia Brünn an.